# 롱 굿 프라이데이
롱 굿 프라이데이(The Long Good Friday)는 영국에서 제작된 존 맥켄지 감독의 1980년 범죄, 드라마, 미스터리 영화이다. 밥 호스킨스 등이 주연으로 출연하였고 베리 핸슨 등이 제작에 참여하였다.

## 출연

### 주연
- 밥 호스킨스
- 헬렌 미렌

### 조연
- 데이브 킹
- 브라이언 마샬
- 데릭 톰슨
- 에디 콘스탄틴
- 폴 프리먼

## 제작진
- 협력프로듀서: 크리스토퍼 그리핀
- 의상: 조지 투도
- 배역: 사이몬 레이놀즈